# 岩本直輝
岩本 直輝（いわもと なおき、1985年8月5日 - ）は、日本の漫画家。

## 略歴
- 第1回（2003年4月期）ジャンプ十二傑新人漫画賞（審査員：尾田栄一郎）にて、「黄金の暁」で佳作受賞。
- 『赤マルジャンプ』2003SUMMERに掲載された「黄金の暁 -GOLDEN DAWN-」でデビュー。
- 『週刊少年ジャンプ』2011年13号より、「magico」を連載開始[1]。初連載。
- ジャンプ小説新人賞'14 Winterの「キャラクター小説部門」において、小説のお題となるテーマイラストを担当[2]。また、同部門の受賞作品「ローリング・コンバット！〜落ちこぼれ自衛官、異世界の中心で不純な愛を叫ぶ〜」（小説：ジョニー音田、2015年10月2日発売）のイラストを担当。
- 2016年、テレビ東京制作のアニメ「バトルスピリッツ ダブルドライブ」にてキャラクターデザイン（原案）を担当。
- 2021年、最強ジャンプ11月号より、「人機一体ブットバスター」を連載開始。

## 作品リスト
| タイトル               | 形式 | 掲載誌                                      | 備考                         |
| ---------------------- | ---- | ------------------------------------------- | ---------------------------- |
| 黄金の暁-GOLDEN DAWN-  | 読切 | 『赤マルジャンプ』2003SUMMER                | デビュー作                   |
| 竃神                   | 読切 | 『赤マルジャンプ』2004SPRING                |                              |
| 解体心書               | 読切 | 『赤マルジャンプ』2004SUMMER                |                              |
| 怪盗銃士               | 読切 | 『週刊少年ジャンプ』2005年14号              |                              |
| カラクリリンク         | 読切 | 『赤マルジャンプ』2008SUMMER                | magicoの8巻に収録された。    |
| 黒蜜様 参る!           | 読切 | 『週刊少年ジャンプ』2009年29号              |                              |
| magico                 | 連載 | 『週刊少年ジャンプ』2011年13号 - 2012年31号 |                              |
| Section 459            | 読切 | 『ジャンプNEXT!』2013年WINTER               |                              |
| ここだけの秘密         | 読切 | 『ジャンプVS -バーサス-』                   |                              |
| ジェダの通学路         | 読切 | 『週刊少年ジャンプ』2013年19号              |                              |
| 黒き妖のゴゴゴ         | 読切 | 『週刊少年ジャンプ』2014年20号              |                              |
| 流星症候群             | 読切 | 『ジャンプNEXT!』2016 vol.2                 | 「メテオシンドローム」と読む |
| エイルが待っている     | 読切 | 『ジャンプSQ.Rise』2018年Autumn             |                              |
| 人機一体ブットバスター | 連載 | 『最強ジャンプ』2021年11月号 - 2022年5月号  | 原作：タカラトミーアーツ     |
| ライカのセカイ         | 読切 | 『最強ジャンプ』2022年10月号                |                              |
| つむぎの魔縫           | 読切 | 『最強ジャンプ』2023年12月号                |                              |
| ツムギの魔縫           | 連載 | 『最強ジャンプ』2024年9月号 -               |                              |